# Uwe Neuhaus
Uwe Neuhaus (Hattingen, Alemania Occidental, 26 de noviembre de 1959) es un exfutbolista y entrenador alemán. Es el entrenador del Arminia Bielefeld desde 2018.

## Trayectoria como entrenador
Comenzó su carrera como entrenador en clubes del ascenso de Alemania. Fue en 2007 cuando fue nombrado director técnico del Unión Berlín, cargo que ocupó hasta noviembre de 2006.
El 10 de abril de 2015 fue nombrado nuevo entrenador del Dinamo Dresde. Fue despedido el 22 de agosto de 2018.
El 10 de diciembre de 2018 asumió el cargo de entrenador del Arminia Bielefeld. Bajo su dirección logró la obtención de la 2. Bundesliga 2019-20 y asegurar el ascenso del club a la 1. Bundesliga.

## Clubes

### Como jugador
| Club               | País     | Año       |
| ------------------ | -------- | --------- |
| SpVgg Erkenschwick | Alemania | 1982-1984 |
| Rot-Weiss Essen    | Alemania | 1984-1988 |
| BV Lüttringhausen  | Alemania | 1988-1989 |
| SG Wattenscheid 09 | Alemania | 1989-1995 |

### Como entrenador
| Club                         | País     | Año           |
| SG Wattenscheid 09 II        | Alemania | 1995-1996     |
| VfB Hüls                     | Alemania | 1997-1998     |
| Borussia Dortmund(asistente) | Alemania | 1998-2004     |
| Borussia Dortmund II         | Alemania | 2004-2005     |
| Rot-Weiss Essen              | Alemania | 2005-2006     |
| Unión Berlín                 | Alemania | 2007-2014     |
| Dinamo Dresde                | Alemania | 2015-2018     |
| Arminia Bielefeld            | Alemania | 2018-presente |

## Palmarés como entrenador

### Títulos nacionales
| Título        | Club              | País     | Año     |
| ------------- | ----------------- | -------- | ------- |
| 3. Liga       | Unión Berlín      | Alemania | 2008-09 |
| 3. Liga       | Dinamo Dresde     | Alemania | 2015-16 |
| 2. Bundesliga | Arminia Bielefeld | Alemania | 2019-20 |

### Distinciones individuales
| Distinción                       | Año     |
| -------------------------------- | ------- |
| Entrenador del año de la 3. Liga | 2015-16 |